# 島本正一
島本 正一（しまもと まさいち、1887年（明治20年）11月16日 - 1967年（昭和42年）4月7日）は、日本の陸軍軍人。最終階級は陸軍中将。

## 経歴
高知県土佐郡初月村（現・高知市）出身。島本宗次郎・志賀の息子として生まれる。海南中学校（現高知県立高知小津高等学校）、広島陸軍地方幼年学校、中央幼年学校を経て、1909年（明治42年）5月、陸軍士官学校（21期）を卒業。同年12月、陸軍歩兵少尉に任官し歩兵第49連隊付となる。1918年（大正7年）11月、陸軍大学校（30期）を卒業した。
1919年（大正8年）7月、参謀本部付勤務となり、同年10月、浦塩派遣軍司令部付に発令されシベリア出兵に出征。同年11月から12月までイルクーツク特務機関に勤務。1921年（大正10年）4月、浦塩派遣軍参謀となり、参謀本部付、参謀本部員を務め、1924年（大正13年）8月、歩兵少佐に進級。1925年（大正14年）5月、東京警備参謀に就任し、歩兵第35連隊大隊長、陸軍自動車学校教官を経て、1928年（昭和3年）8月、歩兵中佐に昇進し近衛歩兵第4連隊付（一高配属将校）となる。1931年（昭和6年）8月、独立守備歩兵第2大隊長に転じ、1932年（昭和7年）5月、兵科を憲兵科に転じ憲兵中佐に任官し関東憲兵隊付（ハルビン憲兵隊長）となった。1932年（昭和7年）8月、憲兵大佐に進む。1934年（昭和9年）8月、兵科を歩兵科に戻し歩兵大佐となり歩兵第19連隊長に就任した。
1936年（昭和11年）3月、第2師団参謀長に転じ、1937年（昭和12年）8月、陸軍少将に進み陸軍憲兵学校長に就任。1938年（昭和13年）11月、中支那派遣軍司令部付となり日中戦争に出征。中支那派遣憲兵隊司令官を経て、1939年（昭和14年）8月、由良要塞司令官に就任し、同年10月、陸軍中将に進級した。1940年（昭和15年）3月に待命となり、同月、予備役に編入された。
1947年（昭和22年）11月28日、公職追放仮指定を受けた。

## 栄典
位階
- 1910年（明治43年）2月21日 - 正八位[7]
- 1913年（大正2年）4月21日 - 従七位[8]
- 1918年（大正7年）5月20日 - 正七位[9]
- 1923年（大正12年）7月31日 - 従六位[10]
- 1928年（昭和3年）9月1日 - 正六位[11]
- 1932年（昭和7年）9月1日 - 従五位[12]

勲章等
- 1909年（明治42年）5月27日 - 恩賜の銀時計[13]
- 1940年（昭和15年）11月10日 - 紀元二千六百年祝典記念章[14]